# Thailändische Badmintonmeisterschaft 1966
Die Thailändische Badmintonmeisterschaft 1966 fand in Bangkok statt. Es war die 15. Austragung der nationalen Meisterschaften von Thailand im Badminton.

## Titelträger
| Disziplin    | Sieger                                |
| ------------ | ------------------------------------- |
| Herreneinzel | Sangob Rattanusorn                    |
| Dameneinzel  | Sumol Chanklum                        |
| Herrendoppel | Narong Bhornchima Raphi Kanchanaraphi |
| Damendoppel  | Sumol Chanklum Thongkam Kingmanee     |
| Mixed        | Thongthot Thonglai Chinda Kangsdan    |

Anmerkungen
Die genannten Quellen listen im Dameneinzel unterschiedliche Sieger. Das Handbook führt dort Boopha Kaenthong als Meisterin.

## Referenzen
- Annual Handbook of the International Badminton Federation, London, 28. Auflage 1970, S. 297–298.
- badmintonthai.or.th (Memento vom 27. März 2009 im Internet Archive)